# Liliane Saint-Pierre
Liliane Saint Pierre, (nome real: Liliane Keuninckx, Diest (Brabante Flamengo), 18 de Dezembro de 1948) é uma cantora belga de língua neerlandesa, que canta em outros idiomas. Ela tem uma longa carreira musical iniciada nos anos 60 quando tinha apenas 13 anos. O seu grande êxito nessa época foi We gotta stop cantado em neerlandês. Ela cantou várias canções em vários idiomas: neerlandês, francês e inglês. Liliane tornou-se nessa época um sucesso e cantava sob o nome Liliane. Entretanto conheceu Claude François um produtor francês e pediu-lhe que a promovesse em França. Ele aceitou a proposta, mas decidiu que o nome Liliane era muito curto e adicionou-lhe  Saint Pierre porque lhe pareceu mais francês, daí o nome artístico de Liliane.

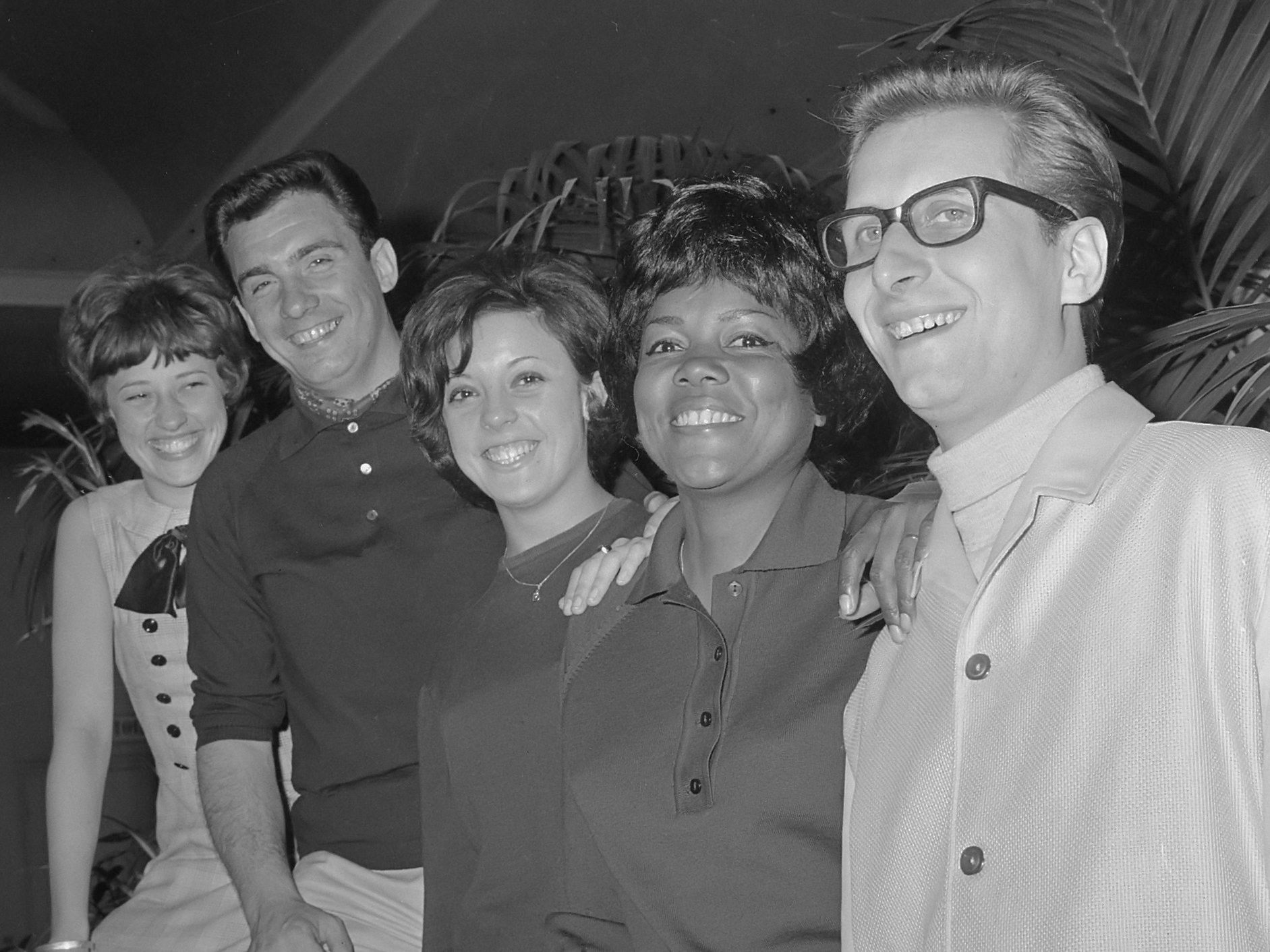
Tonia, Maurice Dean, 'Liliane Saint-Pierre', Cecily Forde e Eddie Defacq em 1965.

Liliane fez várias tentativas para representar a Bélgica no Festival Eurovisão da Canção, contudo só o conseguiu no Festival Eurovisão da Canção 1987, realizado em Bruxelas, onde ele defendeu as cores da Bélgica ao interpretar em neerlandês o tema Soldiers of love (Soldados do Amor, uma canção pacifista em que se defende a criação de soldados que espalhassem amor pelo mundo). A canção terminou em 11º lugar, tendo recebido 56 pontos.

## Discografia

### Álbuns
- Mijn grootste successen (1968)
- Zingt voor jou (1969)
- Hier is (1969)
- Glory Hallelujah 2000(1970)
- De duizend talen van het hart (1971)
- Les milles langues de l'amour (1971)
- Liliane Saint-Pierre (1975)
- Jezus people 2000 (1978)
- Liliane Saint-Pierre(1987)
- In kontrast (1990)
- 31 Jaar (1995)
- Het beste van(1997)-
- Ik ben wie ik ben (1997)
- Gewoon een vrouw  (1998)
- Soldiers of love (2002)
- Flèche back '68(2002)
- Goud van hier (2010)
- Soldiers of love 2012(2012)
- Daglicht(2014)

### Singles
- We gotta stop!(1964)
- Waarom (1964)
- Verboden wensen (1965)
- Liefde alleen (1985)-
- Soldiers of love, canção representante da Bélgica no Festival Eurovisão da Canção, versões em neerlandês e inglês.
- Ik wil alles met je doen(1996)
- Ik kom zacht naar je toe(1996)
- Ik ben niet van jou(1997)
- Rio(1997)
- Geef me tijd(1997)
- Verleiden (1998)
- Bang voor de zomer(2011)
- Soldiers of love 2012(2012)
- Met je ogen dicht (2012)
- Geef me adem(2013)|-
- Jij blijft altijd naast me staan(2013)
- Een pakkend lied(2014)
- Valerie(2014)

## Canções
Liliane cantou diversas canções em várias línguas neerlandês, francês e inglês
Seguem-se as principais canções de sua carreira:
- Soldiers of Love (Festival Eurovisão da Canção 1987) em Bruxelas
- We gotta stop
- Als je gaat
- Si tu pars
- De wereld stond stil
- Ik stop niet
- Jo Jo
- Kom dichterbij
- Liefde alleen
- Met jou wil ik de hemel zien
- Mijn grote liefde heet muziek
- Only you
- Sacha
- Rio
- Schreeuw in de nacht
- Ik wil alles met je doen
- Ik kom zacht naar je toe
- Aardsong
- Ziggy
- Verboden wensen
- Leider, Leider, Leider
- I'm having a party
- Wat moet ik doen
- Gevangen in jou
- Femme en colère
- Mijn leven
- This is my life
- Het verschil
- Chanson sentimentale, pour une fille sentimentale
- Hou van het leven
- Envie de vivre
- Alexandrie, Alexandra
- Brussel
- Mélodie
- Nog altijd (duet met De Bende)
- Ik vecht voor jou (duet com Ignace)
- Geef me tijd (dueto com Get Ready!)
- I'll stand by you (dueto com Paco Garcia)
- Run to me (dueto com Paco Garcia)
- De Roos (dueto comt Paco Garcia)

- En vele vele anderen...